# دشت‌های ابدی توت‌فرنگی
دشت‌های ابدی توت‌فرنگی (به انگلیسی: Strawberry fields forever) نام تک‌آهنگی از گروه راک بیتلز است. این آهنگ که یکی از برترین آهنگ‌های این گروه‌است توسط جان لنون و پل مک‌کارتنی نوشته شده‌است و تهیه‌کنندگی این آهنگ را نیز مانند همیشه سر جرج مارتین بر عهده گرفت. این آهنگ آهنگی فانتزی و رؤیایی است که در آن گروه بیتلز دائم در حال خوشی هستند. این را می‌توان از نماهنگ آن‌ها دید. این آهنگ در آلبوم گروه کلوپ بی‌کسان گروهبان فلفل آمده است که در سال ۱۹۶۷ روانهٔ بازار شد.

## رتبه بندی
این آهنگ را می‌توان یکی از برترین آهنگ‌های تمام دوران گروه چهار نفری بیتلز دانست. به خاطر اینکه این آهنگ در مجله رولینگ استون در بخش بهترین‌های بیتلز در تمام دوران رتبهٔ سوم را به دست آورد.

## سازها
جان لنون: خوانندهٔ اصلی و پیانو و گیتار
پل مک‌کارتنی: ملتورون و بیس
جرج هریسون: گیتار زن الکتریک
رینگو استار: درام